# التجمع اليمني للإصلاح
حزب التجمع اليمني للإصلاح  الرمز السياسي هو الشمس ويُعرف إعلاميًا باسم حزب الإصلاح، حزب سياسي إسلامي سني قبائلي في اليمن، وتأسس بعد الوحدة بين شطري اليمن يوم 13 سبتمبر 1990 على يد الراحل عبد الله بن حسين الأحمر شيخ قبائل حاشد بصفته تجمعا سياسيا ذا خلفية إسلامية، وامتداداً لفكر الإخوان المسلمين، وتم افتتاح مقره الرئيسي في 3 يناير 1991.
بعد وفاة مؤسس ورئيس الحزب الشيخ عبد الله بن حسين الأحمر يوم 28 ديسمبر 2007 تم انتخاب محمد عبد الله اليدومي رئيسًا للهيئة العليا للتجمع، ومن الشخصيات البارزة في الحزب الشيخ عبد المجيد الزنداني.

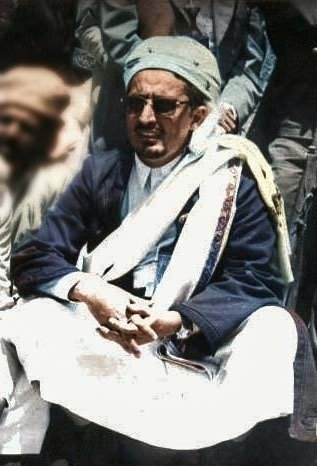
الشيخ عبد الله الأحمر مؤسس حزب الإصلاح عام 1990م.

الإصلاح هو تحالف فضفاض من العناصر القبلية والدينية أكثر من كونه حزباً سياسياً. تعود أصولها إلى الجبهة الإسلامية، وهي تابعة للإخوان المسلمين مولتها المملكة العربية السعودية لمحاربة الجبهة الديمقراطية الوطنية الماركسية. أعادت الجبهة الإسلامية تجميع صفوفها بعد توحيد اليمن عام 1990 تحت راية حزب الإصلاح بدعم مالي كبير من المملكة العربية السعودية. منذ فترة طويلة يُمثل حزب الإصلاح عميلا للسعودية في اليمن. يلخص الإصلاح في موقعه الرسمي على الإنترنت أجندته في السياسة الخارجية. أحد الأهداف الخمسة الرئيسية هو "تعزيز علاقات بلادنا مع المملكة العربية السعودية الشقيقة ودول مجلس التعاون الخليجي".
تعد صحيفة الصحوة لسان حال الحزب، نجح الإصلاح في الانتقال من المعارضة إلى السلطة بعد فوزه في الانتخابات النيابية في أبريل 1993.
ورغم تقلص عدد مقاعده بالبرلمان بعد الانتخابات النيابية أبريل 1997 إلا أن الحزب احتفظ ببعض مواقعه في السلطة واستمر بالتنسيق مع حزب المؤتمر الشعبي العام حتى 2006، حيث قدمت أحزاب اللقاء المشترك ومن ضمنها التجمع اليمني للإصلاح المهندس فيصل بن شملان مرشحًا منافسًا للرئيس علي عبد الله صالح، وازادادت شقة الخلاف بين الحزبين مع انطلاقة الثورة الشبابية اليمنية في فبراير 2011 ضد نظام الرئيس علي عبد الله صالح حيث دعى الحزب جميع أنصاره إلى المشاركة في الاعتصامات حتى إسقاط النظام.

## تأسيس الحزب
تأسس الحزب فور إعلان الوحدة اليمنية عام 1990 برئاسة عبد الله بن حسين الأحمر.

## أهداف الحزب
حدد الحزب لنفسه عدة أهداف أهمها:

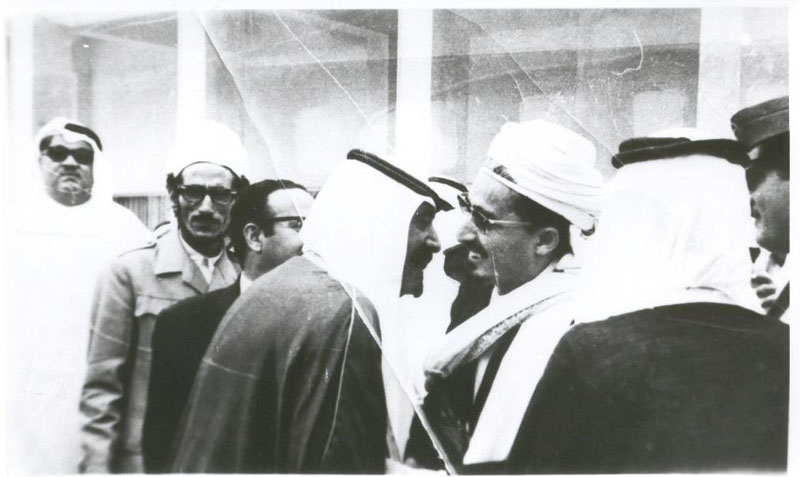
عبدالله الأحمر مؤسس حزب الإصلاح وزعيم اتحاد قبائل حاشد مع الأمير السعودي محمد بن أحمد السديري أمير منطقة جازان ومنطقة الحدود الشمالية عام 1973م.

1. التمسك بالإسلام عقيدة وشريعة، والحفاظ على أهداف الثورة اليمنية والنظام الجمهوري، والوحدة اليمنية، والسعي لتحقيق الوحدة العربية والإسلامية الشاملة.
2. بناء اقتصاد وطني قوي نابع من الشريعة الإسلامية وفق رؤية عصرية.
3. إصلاح القضاء وتطوير أساليبه والاهتمام ببناء القوات المسلحة والأمن وأفراد الشعب، وتربيتهم تربية إيمانية لإحياء روح التضحية والفداء للدفاع عن سيادة الوطن واستقلاله وثوابته الوطنية.
4. الاشتراك في مؤسسات الحكم، وتأسيس المنظمات والجمعيات والاتحادات.
5. ممارسة الديمقراطية الحقيقية في المجتمع ضماناً للتداول السلمي للسلطة ورفض الاستبداد، والدعوة إلى الحوار بالتي هي أحسن باعتباره الوسيلة المثلى للإقناع والاقتناع.
6. الدعوة للنضال السلمي بوسائل سلمية لتحقيق مطالب الأمة، بموجب الدستور والقوانين التي تندرج في إطار الشرعية الداخلية أو الدولية وفق معايير معتبرة.

## القيادة المركزية للحزب
- رئيس الهيئة العليا: الأستاذ / محمد عبد الله اليدومي
- رئيس مجلس الشورى: محمد علي عجلان
- الأمين العام: الأستاذ / عبد الوهاب أحمد الآنسي
- رئيس الكتلة النيابية / عبد الرزاق أحمد الهجري
- رئيس الهيئة القضائية: سليمان محمد عبد الوهاب الأهدل

## هيئات الإصلاح

### المؤتمر العام
هو السلطة العليا في الإصلاح وقراراته ملزمة لجميع هيئات وأعضاء الإصلاح وينعقد مؤتمره العام مرتين بصفة اعتيادية خلال أربع سنوات، في الدورة الأولى: يجري الانتخاب لهيئاته العليا مجلس الشورى، الهيئة العليا، الأمانة العامة، الهيئة القضائية، ويخصص دورته الثانية للأعمال الإدارية.
- عقد المؤتمر العام الأول تحت شعار واعتصموا بحبل الله جميعاً ولا تفرقوا بدورتيه الأولى في الفترة من 20 سبتمبر إلى 24 سبتمبر 1994 والثانية في الفترة من 20 نوفمبر إلى 21 نوفمبر 1996.
- عقد المؤتمر العام الثاني تحت شعار معاً من أجل بناء دولة المؤسسات وتعزيز المسار الديمقراطي الشوروي وتحسين الأوضاع المعيشية للشعب  بدورتيه الأولى من 6 أكتوبر إلى 8 أكتوبر 1998 م والثانية من 18 نوفمبر إلى 20 نوفمبر 2000 م.
- عقد المؤتمر العام الثالث بدورتية الأولى تحت شعار (مع الإصلاح من أجل صيانة الحريات ومكافحة الفقر) في الفترة من 28 ديسمبر إلى 30 ديسمبر 2003، والثانية تحت شعار (النضال السلمي طريقنا لنيل الحقوق والحريات) في الفترة من 12 فبراير إلى 13 فبراير 2005.
- عقد المؤتمر العام الرابع تحت شعار النضال السلمي طريقنا للإصلاح الشامل  بدورتيه الأولى في الفترة من 24 فبراير إلى 26 فبراير 2007 والثانية في 11 فبراير 2009.

### مجلس الشورى
هو الجهة المسئولة عن بلورة أهداف الإصلاح وقرارات وتوصيات المؤتمر العام، ومراقبة الأجهزة المختصة، ويرأسه الشيخ محمد علي عجلان ويتكون من مائة وثلاثين عضواً ينتخبهم المؤتمر العام هم رؤساء هيئات الشورى المحلية، وزراء ومحافظي الإصلاح العاملين، رئيس تحرير الصحيفة الناطقة باسم الإصلاح.

### الهيئة العليا
وهي القيادة السياسية العليا للإصلاح، وتتكون من رئيس الهيئة العليا ونائبة ورئيس مجلس الشورى والأمين العام والأمينان العامان المساعدان وعشرة أعضاء منتخبين من مجلس الشورى ورئيس كتلة الإصلاح النيابية في البرلمان.

### الأمانة العامة
هي الجهاز التنفيذي المباشر في الإصلاح وتتكون من: الأمين العام، الأمين العام المساعد للشئون التنظيمية والمالية والإدارية، الأمين العام المساعد للشئون السياسية، الدائرة السياسية، دائرة التنظيم والتأهيل، دائرة الإعلام والثقافة، دائرة التوجيه والإرشاد، دائرة التعليم، الدائرة الاقتصادية، دائرة الشؤون الاجتماعية، دائرة النقابات والمنظمات، دائرة الشؤون المالية والإدارية، دائرة التخطيط والإحصا، الدائرة الفنية، دائرة الطلاب، الدائرة النسائية، الدائرة القانونية، دائرة الاتصال الخارجي، دائرة الانتخابات العامة

### القضاء التنظيمي
هو الجهة المختصة بتقدير المخالفة على العضو وتقرير إيقاع العقوبة عليه، ويتكون من الهيئة القضائية، اللجان القضائية المحلية، رئيس الهيئة القضائية، ستة أعضاء ينتخبهم مجلس الشورى.

### التنظيم المحلي
ويتكون من: المؤتمر المحلي، هيئة الشورى المحلية.
المكتب التنفيذي المحلي ويتكون من: رئيس المكتب، أمين المكتب، الأمين المساعد للمكتب، رؤساء الدوائر المحلية

## موقفه من الحرب على الحوثيين
في 26 مارس أعلنت القوات المسلحة السعودية بدء عملية عاصفة الحزم  وذلك بمشاركة تحالف عربي مكون من تسع دول ضد جماعة «أنصار الله» (الحوثيون) والقوات الموالية لهم ولعلي عبد الله صالح، بعد طلب تقدم به الرئيس عبد ربه منصور هادي لإيقاف الحوثيين الذين بدأوا هجوماً واسعاً على المحافظات الجنوبية.
وفي البداية أكتفى حزب الإصلاح بالتعبير عن أسفه «لما آلت إليه الأوضاع في اليمن نتيجة لإخفاق الأحزاب والمكونات السياسية في التوصل إلى حلول سياسية بسبب إصرار بعض الأطراف للجوء إلى استخدام القوة لحل الخلافات القائمة»، وفي بيان للحزب قال:
نجدد تمسكنا بالحوار وندعو كل الأطراف لتحكيم منطق العقل وتقديم المصلحة الوطنية فوق كل اعتبار، والبدء في حوار فوري جاد ومسؤول لوقف نزيف الدم اليمني والوصول إلى حلول وطنية تنهي حالة الانقسام والتشظي في البلاد وفقا للمبادرة الخليجية وآليتها التنفيذية ومخرجات الحوار الوطني والقرارات الدولية ذات الصلة.
نتقدم بالعزاء والمواساة لأسر الضحايا الذين سقطوا نتيجة للضربات الجوية لقوات التحالف ليلة أمس.
جنب الله اليمن كل سوء ومكروه وحفظ اهلها وأمنها واستقرارها .
والله الموفق والهادي إلى سواء السبيل.
ولكن الحزب في 3 أبريل أعلن تأييده لعملية عاصفة الحزم، بعد أن أختطف الحوثيون قياديين في الحزب بينهم محمد حسن دماج عضو الهيئة العليا للحزب في 2 أبريل. وفي بيان صادر عن الأمانة العامة للحزب، حمل الحوثيين وحلفاؤهم من حزب الرئيس السابق علي عبد الله صالح كافة النتائج المترتبة على هذه العملية".

### اعتقال قادة الأصلاح
في أواخر شهر مارس أطلق مسلحون النار على رئيس الدائرة السياسية للإصلاح في محافظة الحديدة «جمال العياني» وأردوه قتيلاً،  وفي 2 أبريل أختطف الحوثيون القيادي الإصلاحي محمد حسن دماج من منزله في الروضة شمال صنعاء، وأختطف الحوثيين رئيس الدائرة السياسية للحزب في محافظة إب أمين ناجي الرجوي في 3 أبريل.
في 4 أبريل أعلن الحوثيون حل حزب الإصلاح وشرعوا بحملة اختطافات واعتقالات في صنعاء والحديدة ومختلف المحافظات، حيث أختطف الحوثيون 122 من قادة حزب الإصلاح بينهم القيادي محمد قحطان الذي كان الحوثيين قد فرضوا عليه إقامة جبرية،  وهو عضو الهيئة العليا للحزب وكان ممثل الإصلاح في الحوارات التي كانت تتم مع الحوثيين برعاية مبعوث الأمم المتحدة جمال بنعمر،  وكان الحوثيين قد أعتقلوا قحطان في محافظة إب في 24 فبراير، وأعادوه إلى منزله في صنعاء وفرضوا عليه إقامة جبرية، قبل اختطافه.
وأختطفوا أيضاً حمود هاشم الذارحي عضو الهيئة العليا للحزب، ورئيس هيئة شورى الحزب «حسن اليعري» بمحافظة ذمار، وبرلمانيون وعشرات من أعضاء الحزب ومؤيديه، وشملت الاعتقالات ناشطين وصحفيين، وداهم الحوثيون 37 مقرَّاً ومنزلا ومؤسسة وسكنا طلابيا في صنعاء،  بينها منازل المذكورين مدعومين بشرطة نسائية، ومنازل قيادات أخرى بينهم رئيس الحزب محمد اليدومي والشيخ عبد المجيد الزنداني، ومنزل رئيس الدائرة السياسية محمد الأشول، ورئيس الدائرة الاجتماعية عبد الله صعتر، والدائرة الإعلامية فتحي العزب، ورئيس الكتلة البرلمانية للحزب زيد الشامي، ودان الحزب حملة الاعتقالات في صفوفه، وقال المتحدث باسمه سعيد شمسان إن «هذه الحملة تأتي نتيجة لمواقف الحزب الوطنية تجاه ما يجري في اليمن».
في تقرير لمنظمة العفو الدولية قال نجل محمد حسن دماج أن والده أتصل به في 18 أبريل وأخبره بأنه مُعتقل في مستودع للأسلحة في جبل نقم،  الذي تُشن عليه غارات جوية من قبل دول التحالف التي تقود العمليات العسكرية ضد الحوثيين.
وقتل القيادي الإصلاحي أمين ناجي الرجوي في 21 مايو في مخزن للأسلحة أقتاده الحوثيون إليه في محافظة ذمار،  برفقة الصحفيين «عبد الله قابل» و«يوسف العيزري» ومختطفين آخرين لقيوا جميعاً حتفهم، حيث أستهدفت غارة جوية مخازن الأسلحة التابعة للحوثيين في «جبل هران».

## الانتخابات والحكومة

### الانتخابات النيابية عام 1993
| الحزب                      | الأصوات   | %    | المقاعد |
| -------------------------- | --------- | ---- | ------- |
| المؤتمر الشعبي العام       | 640,523   | 28.7 | 123     |
| التجمع اليمني للإصلاح      | 379,987   | 17.0 | 62      |
| الحزب الاشتراكي اليمني     | 413,404   | 18.5 | 56      |
| حزب البعث العربي الاشتراكي | 76,520    | 3.4  | 7       |
| أحزاب أخرى                 | 108,784   | 4.8  | 5       |
| المستقلين                  | 613,023   | 27.4 | 48      |
| مجموع الاصوات              | 2,262,184 | 100  | 301     |

شارك في الانتخابات النيابية العامة الأولى 27 أبريل 1993 وحصل على 62 مقعداً وشارك في حكومة ائتلاف ثلاثية من مايو 1993 حتى 7 يوليو 1994.
شارك في حكومة ائتلاف ثنائية مع المؤتمر الشعبي العام من يوليو 1994 وحتى ابريل 1997.

### الانتخابات النيابية عام 1997
| الحزب                          | الأصوات   | %    | المقاعد | +/- |
| ------------------------------ | --------- | ---- | ------- | --- |
| المؤتمر الشعبي العام           | 1.175.343 | 43.1 | 187     | +55 |
| التجمع اليمني للإصلاح          | 637,728   | 23.4 | 53      | -10 |
| التنظيم الوحدوي الشعبي الناصري | 55,438    | 2.3  | 3       | +2  |
| حزب البعث العربي الاشتراكي     | 20,409    | 0.7  | 2       | -6  |
| أحزاب أخرى                     | 32,407    | 1.2  | 0       | 0   |
| مستقلين                        | 805,636   | 29.5 | 54      | +6  |
| مجموع الأصوات                  | 2,827,369 | 100  | 301     | 0   |

شارك في الانتخابات النيابية الثانية في 27 ابريل 1997 وحصل على 54 مقعد من إجمالي (301) مقعداً في مجلس النواب وبعد هذه الانتخابات انتقل إلى صفالمعارضة من مايو 1997 إلى الآن.
كانت الانتخابات صورية ولم تكن هناك منافسة حقيقة في ظل سيطرة حزب المؤتمر الشعبي العام على موارد الدولة وتوظيفها في الحملات الانتخابية، بالإضافة لسيطرته على الإعلام المرئي والمسموع.

### الانتخابات الرئاسية عام 1999
| المرشحين                                      | الأصوات | %      |
| --------------------------------------------- | ------- | ------ |
| علي عبد الله صالح - المؤتمر الشعبي العام      |         | 96.3   |
| نجيب قحطان الشعبي - مستقل                     |         | 3.7    |
| الإجمالي                                      |         | 100.00 |
| المصدر: Nohlen, Grotz & Hartmann 2001, p. 310 |         |        |

أعلن الإصلاح تأييده لعلي عبد الله صالح خلال الانتخابات الرئاسية عام 1999 أمام نجيب قحطان الشعبي.

### البرلمانية والسلطة المحلية 2003
| الأحزاب                        | الأصوات   | %     | المقاعد |
| ------------------------------ | --------- | ----- | ------- |
| المؤتمر الشعبي العام           | 3,429,888 | 58.0  | 238     |
| التجمع اليمني للإصلاح          | 1,333,394 | 22.6  | 46      |
| الحزب الاشتراكي اليمني         | 277,223   | 3.8   | 8       |
| التنظيم الوحدوي الشعبي الناصري | 109,480   | 1.9   | 3       |
| حزب البعث العربي الاشتراكي     | 40,377    | 0.7   | 2       |
| مستقلين                        |           | .     | 4       |
| الإجمالي (حضور 76.0%)          | 5,912,302 | 100.0 | 301     |
| المصدر: ،                      |           |       |         |

شارك في الانتخابات المحلية 2001 وجاء في الترتيب الثاني بعد المؤتمر الشعبي العام. حيث فاز الإصلاح بنسبة 22% في هذه الانتخابات، ولكن كل أحزاب المعارضة بما فيها الحزب الاشتراكي والناصري وصفوا الانتخابات بالمزورة.
شارك في الانتخابات النيابية الثالثة في 27 أبريل 2003 وحصل على 45 مقعد من مقاعد مجلس النواب وبنسبة 14.95%.

### اللقاء المشترك
ظهر تكتل أحزاب اللقاء المشترك عام 2003 ضاماً لحزب الإصلاح والحزب الإشتراكي وحزب الحق والتنظيم الوحدوي الشعبي الناصري وحزب البعث العربي الاشتراكي القومي واتحاد القوى الشعبية.
تعززت العلاقة بين أحزاب اللقاء المشترك المعارض حتى وصلت لمرحلة التنسيق وتقديم قوائم مشتركة بعدد من الدوائر الانتخابية والهيئات والنقابات وتقدمت معاً بوثيقة الإصلاح السياسي الوطني يوم 26 نوفمبر 2005 وتجلى ذلك من خلال مشروع الإصلاح السياسي والوطني الشامل الذي تضمن رؤية موحدة إزاء القضايا الوطنية والتوقيع على اللائحة الأساسية لعمل اللقاء المشترك، وتوج هذا التنسيق بدعم التجمع واللقاء للمهندس فيصل بن شملان مرشحا بالانتخابات الرئاسية عام 2006.

### الانتخابات الرئاسية اليمنية 2006
| المرشحين                                 | الأصوات   | %      |
| ---------------------------------------- | --------- | ------ |
| علي عبد الله صالح - المؤتمر الشعبي العام | 4,149,673 | 77.17  |
| فيصل بن شملان - تكتل اللقاء المشترك      | 1,173,075 | 21.82  |
| آخرون                                    | 54,490    | 1.01   |
| مجموع الأصوات الصحيحة (حضور 65.2%)       | 5,377,238 | 100.00 |
| أصوات غير صالحة                          | 648,580   |        |
| إجمالي عدد الأصوات المدلى بها            | 6,025,818 |        |
| سجل الناخبين                             | 9,248,456 |        |
| المصدر: يمن تايمز[بحاجة لرقم الصفحة]     |           |        |

أعلن تكتل أحزاب اللقاء المشترك مرشحهم للانتخابات المهندس فيصل بن شملان.
وفقا للنتائج الأولية فاز صالح ب 82% من الأصوات بينما حصل فيصل بن شملان على 16% فقط، وقال مسؤول في لجنة الانتخابات أن المشاركين في الانتخابات بلغ حوالي 5 ملايين شخص من أصل 9.200 مليون ناخب.
واعترضت أحزاب تكتل المشترك على هذه النتائج، وقالت أن مرشحها بن شملان حاز ما بين 40% و60% من أصوات الناخبين، ودعت «بعثة الاتحاد الأوروبي لمراقبة الانتخابات» الحكومة اليمنية لإجراء انتخابات «حرة ونزيهة»، وقالت أن السلطات مارست الترهيب ضد الناخبين في بعض مراكز الأقتراع، وأنتهكت سرية الناخبين، وقالت بأن هناك من شارك في الانتخابات دون بلوغ السن القانونية.
وهددت المعارضة بالنزول للشارع إذا أستمر التحايل في نتائج الانتخابات.
وأعلنت النتائج النهائية في 23 سبتمبر فوز علي عبد الله صالح بنسبة 77.2%، وحصول فيصل بن شملان على نسبة 21.8% من أصوات الناخبين. وأعلن بن شملان بعد ذلك قبولة بالنتائج، على الرغم من أنه قال أن أنها لا تعكس إرادة الشعب.
وأدلى صالح اليمين الدستورية لولايته الجديدة في 27 سبتمبر 2006.

## وصلات خارجية
- الموقع الرسمي للتجمع اليمني للإصلاح
- موقع جريدة الصحوة
- الإسلاميون والسياسة.. تجربة حزب الإصلاح اليمني، زيد علي الشامي، إسلام أون لاين، 6 يوليو 2000 م
- حزب «الإخوان» في اليمن يحتفل بعامه الثامن عشر، «الإصلاح» اليمني: من الجماعة والأمة إلى الحزب والدولة[وصلة مكسورة]، إسلام أون لاين، 26 أكتوبر 2008 م
- الإخوان المسلمين في اليمن
- حزب التجمع اليمني للإصلاح، الجزيرة نت، 29 مارس 2011